# 전혜진 (1970년)
전혜진(全惠珍, 1970년 8월 9일 ~ )은 대한민국의 미스코리아 출신 배우이다.

## 학력
- 김천중앙초등학교 (졸업)
- 청담중학교 (졸업)
- 진선여자고등학교 (졸업)
- 한양여자전문대학 (산업디자인학 / 학사)

## 주요 경력
1991년 미스코리아 '유림'과 '스타'로 선발되며 연예계에 데뷔하였다.

## 출연 작품

### 드라마
- 《여자의 시간》(1991년, KBS2) - 하윤미 역
- 《우리들의 천국》(1992년, MBC) - 추선애 역
- 《궁합이 맞습니다》(1992년, SBS - 하지원 역
- 《희망》(1993년, KBS2) - 지수련 역
- 《연인》(1993년, KBS2) - 김마리 역
- 《딸부잣집》(1994년, KBS2) - 권세령 역
- 《세 남자 세 여자》(1994년, SBS) - 도훈자 역
- 《고백》 (1995년, SBS)
- 《프로젝트》(1996년, KBS2) - 지영 역
- 《아이싱》(1996년, MBC) - 한봉희 역
- 《단 한번의 노래》 (1997년, SBS) - 남순옥 역
- 《그대 나를 부를 때》(1997년~1998년, KBS2) - 오수림 역
- 《장미와 콩나물》(1999년, MBC) - 애경 역
- 《눈으로 말해요》(2000년~2001년, MBC) - 허인경 역
- 《제국의 아침》(2002년, KBS1) - 대목왕후 역
- 《노란 손수건》(2003년, KBS1) - 황현지 역
- 《아름다운 유혹》(2004년, KBS2) - 오정희 역
- 《맨발의 사랑》(2006년, SBS) - 강다연 역
- 《큰 언니》(2008년, KBS1) - 송인옥 역
- 《VIP》 (2019년, SBS) - 이명은 역
- 《재벌X형사》 (2024년, SBS) - 조희자 역

### 예능
- 《가족오락관》 (1992년, KBS2)  MC
- 《KBS 연기대상》(1994 ~ 1995년) MC
- 《선택 토요일이 좋다》(1997년, MBC) MC
- 《가족환상곡》(2000년 ~ 2001년), KBS2) MC
- 《TV는 사랑을 싣고》(2001년, KBS2) MC
- 《KBS 8 뉴스타임》 (2004년, KBS2) 뉴스 IN  뉴스
- 《새롭게 하소서》 (2011년, 기독교 방송)

### 라디오
- 1997년 SBS FM 《SBS 전혜진의 가요토피아》...DJ

### CF
- 1991년 애경산업 센서블샴푸 (with 이종은)
- 1991년 애경산업 샤워메이트
- 1993년 아모레퍼시픽 아모레화장품 브리앙스 - 싱그러운 서른살
- 1993년 현대자동차 엑센트 (with 유열)
- 1993년 금강제화 엘칸토 까슈
- 1996년 코오롱모드 벨라
- 2003년 신도브래뉴 - 골프편